# Вильнер, Яков Семёнович
Яков Семёнович Вильнер (13 (25) сентября 1899, Одесса — 29 июня 1931, Ленинград) — украинский советский шахматист, мастер спорта СССР (1924), шахматный композитор, трёхкратный чемпион Украины по шахматам. Один из пионеров стратегической школы в трёхходовой задаче в СССР.

## Биография
Родился 13 сентября (по старому стилю) 1899 года в семье одесского мещанина Шмуля-Шмереля Вильнера и  Рывки Вильнер.
Побеждал четыре раза на первенстве Одессы (1918, 1923, 1925 и 1928 годах). В 1924 году в Киеве выиграл на первом чемпионате Украины (обогнав Фёдора Богатырчука), в 1925 году в Харькове защитил свой титул (обогнав Николая Сорокина), разделил 1-2-е место на пятом первенстве УССР с Владимиром Кирилловым в 1928 году в Одессе.
Участвовал в первенствах СССР (1923, 1924, 1925, 1927 и 1929 годах).
Победитель Всесоюзного чемпионата шахматных композиторов (1929, раздел трёхходовок); призёр ряда конкурсов.
Скончался 29 июня 1931 года в 7 часов вечера после продолжительной болезни.

## Спортивные достижения
| Год         | Город      | Турнир                                                 | + | −  | = | Результат | Место |
| ----------- | ---------- | ------------------------------------------------------ | - | -- | - | --------- | ----- |
| 1923        | Петроград  | 2-й чемпионат СССР                                     | 2 | 7  | 3 | 3½ из 12  | 11—13 |
| 1924        | Киев       | 1-й чемпионат Украинской ССР                           | 8 | 0  | 2 | 9 из 10   | 1     |
|             | Москва     | 3-й чемпионат СССР                                     | 5 | 3  | 9 | 9½ из 17  | 6—8   |
| 1925        | Харьков    | 2-й чемпионат Украинской ССР                           | 7 | 0  | 2 | 8 из 9    | 1     |
| 1925        | Одесса     | Губернский турнир                                      | 7 | 2  | 5 | 9½ из 14  | 1     |
|             | Ленинград  | 4-й чемпионат СССР                                     | 6 | 6  | 7 | 9½ из 19  | 11—13 |
| 1926        | Одесса     | Турнир сильнейших шахматистов города                   | 6 | 1  | 3 | 7½ из 10  | 1     |
| 1927        | Москва     | 5-й чемпионат СССР                                     | 7 | 11 | 2 | 8 из 20   | 15—17 |
| 1928        | Одесса     | 5-й чемпионат Украинской ССР                           | 8 | 1  | 6 | 11 из 15  | 1—2   |
|             | Кисловодск | Матч с Я. Г. Рохлиным                                  | 4 | 4  | 2 | 5 : 5     |       |
| 1929        | Одесса     | 6-й чемпионат СССР (предварительная группа)            | 2 | 4  | 2 | 3 из 8    | 8—9   |
| 1930 / 1931 | Ленинград  | Первенство Ленинграда                                  |   |    |   | 7½ из 17  | 12—14 |
| 1931        | Ленинград  | Первенство ленинградского отдела профсоюза металлистов |   |    |   |           |       |

## Задачи
|   | a | b | c | d | e | f | g | h |   |
| - | --- | --- | --- | --- | --- | --- | --- | --- | - |
| 8 | g8 белый король · a7 белый конь · d7 чёрная пешка · g7 чёрная пешка · h7 белый ферзь · d6 белая пешка · g6 белый слон · d5 белая пешка · e5 белый слон · c4 чёрный король · d4 белая пешка · g4 чёрная пешка · a3 белая пешка · b3 чёрная пешка · e3 чёрная пешка · b2 белая пешка · e2 белая пешка · f2 чёрный конь · g2 чёрная ладья | g8 белый король · a7 белый конь · d7 чёрная пешка · g7 чёрная пешка · h7 белый ферзь · d6 белая пешка · g6 белый слон · d5 белая пешка · e5 белый слон · c4 чёрный король · d4 белая пешка · g4 чёрная пешка · a3 белая пешка · b3 чёрная пешка · e3 чёрная пешка · b2 белая пешка · e2 белая пешка · f2 чёрный конь · g2 чёрная ладья | g8 белый король · a7 белый конь · d7 чёрная пешка · g7 чёрная пешка · h7 белый ферзь · d6 белая пешка · g6 белый слон · d5 белая пешка · e5 белый слон · c4 чёрный король · d4 белая пешка · g4 чёрная пешка · a3 белая пешка · b3 чёрная пешка · e3 чёрная пешка · b2 белая пешка · e2 белая пешка · f2 чёрный конь · g2 чёрная ладья | g8 белый король · a7 белый конь · d7 чёрная пешка · g7 чёрная пешка · h7 белый ферзь · d6 белая пешка · g6 белый слон · d5 белая пешка · e5 белый слон · c4 чёрный король · d4 белая пешка · g4 чёрная пешка · a3 белая пешка · b3 чёрная пешка · e3 чёрная пешка · b2 белая пешка · e2 белая пешка · f2 чёрный конь · g2 чёрная ладья | g8 белый король · a7 белый конь · d7 чёрная пешка · g7 чёрная пешка · h7 белый ферзь · d6 белая пешка · g6 белый слон · d5 белая пешка · e5 белый слон · c4 чёрный король · d4 белая пешка · g4 чёрная пешка · a3 белая пешка · b3 чёрная пешка · e3 чёрная пешка · b2 белая пешка · e2 белая пешка · f2 чёрный конь · g2 чёрная ладья | g8 белый король · a7 белый конь · d7 чёрная пешка · g7 чёрная пешка · h7 белый ферзь · d6 белая пешка · g6 белый слон · d5 белая пешка · e5 белый слон · c4 чёрный король · d4 белая пешка · g4 чёрная пешка · a3 белая пешка · b3 чёрная пешка · e3 чёрная пешка · b2 белая пешка · e2 белая пешка · f2 чёрный конь · g2 чёрная ладья | g8 белый король · a7 белый конь · d7 чёрная пешка · g7 чёрная пешка · h7 белый ферзь · d6 белая пешка · g6 белый слон · d5 белая пешка · e5 белый слон · c4 чёрный король · d4 белая пешка · g4 чёрная пешка · a3 белая пешка · b3 чёрная пешка · e3 чёрная пешка · b2 белая пешка · e2 белая пешка · f2 чёрный конь · g2 чёрная ладья | g8 белый король · a7 белый конь · d7 чёрная пешка · g7 чёрная пешка · h7 белый ферзь · d6 белая пешка · g6 белый слон · d5 белая пешка · e5 белый слон · c4 чёрный король · d4 белая пешка · g4 чёрная пешка · a3 белая пешка · b3 чёрная пешка · e3 чёрная пешка · b2 белая пешка · e2 белая пешка · f2 чёрный конь · g2 чёрная ладья | 8 |
| 7 | g8 белый король · a7 белый конь · d7 чёрная пешка · g7 чёрная пешка · h7 белый ферзь · d6 белая пешка · g6 белый слон · d5 белая пешка · e5 белый слон · c4 чёрный король · d4 белая пешка · g4 чёрная пешка · a3 белая пешка · b3 чёрная пешка · e3 чёрная пешка · b2 белая пешка · e2 белая пешка · f2 чёрный конь · g2 чёрная ладья | g8 белый король · a7 белый конь · d7 чёрная пешка · g7 чёрная пешка · h7 белый ферзь · d6 белая пешка · g6 белый слон · d5 белая пешка · e5 белый слон · c4 чёрный король · d4 белая пешка · g4 чёрная пешка · a3 белая пешка · b3 чёрная пешка · e3 чёрная пешка · b2 белая пешка · e2 белая пешка · f2 чёрный конь · g2 чёрная ладья | g8 белый король · a7 белый конь · d7 чёрная пешка · g7 чёрная пешка · h7 белый ферзь · d6 белая пешка · g6 белый слон · d5 белая пешка · e5 белый слон · c4 чёрный король · d4 белая пешка · g4 чёрная пешка · a3 белая пешка · b3 чёрная пешка · e3 чёрная пешка · b2 белая пешка · e2 белая пешка · f2 чёрный конь · g2 чёрная ладья | g8 белый король · a7 белый конь · d7 чёрная пешка · g7 чёрная пешка · h7 белый ферзь · d6 белая пешка · g6 белый слон · d5 белая пешка · e5 белый слон · c4 чёрный король · d4 белая пешка · g4 чёрная пешка · a3 белая пешка · b3 чёрная пешка · e3 чёрная пешка · b2 белая пешка · e2 белая пешка · f2 чёрный конь · g2 чёрная ладья | g8 белый король · a7 белый конь · d7 чёрная пешка · g7 чёрная пешка · h7 белый ферзь · d6 белая пешка · g6 белый слон · d5 белая пешка · e5 белый слон · c4 чёрный король · d4 белая пешка · g4 чёрная пешка · a3 белая пешка · b3 чёрная пешка · e3 чёрная пешка · b2 белая пешка · e2 белая пешка · f2 чёрный конь · g2 чёрная ладья | g8 белый король · a7 белый конь · d7 чёрная пешка · g7 чёрная пешка · h7 белый ферзь · d6 белая пешка · g6 белый слон · d5 белая пешка · e5 белый слон · c4 чёрный король · d4 белая пешка · g4 чёрная пешка · a3 белая пешка · b3 чёрная пешка · e3 чёрная пешка · b2 белая пешка · e2 белая пешка · f2 чёрный конь · g2 чёрная ладья | g8 белый король · a7 белый конь · d7 чёрная пешка · g7 чёрная пешка · h7 белый ферзь · d6 белая пешка · g6 белый слон · d5 белая пешка · e5 белый слон · c4 чёрный король · d4 белая пешка · g4 чёрная пешка · a3 белая пешка · b3 чёрная пешка · e3 чёрная пешка · b2 белая пешка · e2 белая пешка · f2 чёрный конь · g2 чёрная ладья | g8 белый король · a7 белый конь · d7 чёрная пешка · g7 чёрная пешка · h7 белый ферзь · d6 белая пешка · g6 белый слон · d5 белая пешка · e5 белый слон · c4 чёрный король · d4 белая пешка · g4 чёрная пешка · a3 белая пешка · b3 чёрная пешка · e3 чёрная пешка · b2 белая пешка · e2 белая пешка · f2 чёрный конь · g2 чёрная ладья | 7 |
| 6 | g8 белый король · a7 белый конь · d7 чёрная пешка · g7 чёрная пешка · h7 белый ферзь · d6 белая пешка · g6 белый слон · d5 белая пешка · e5 белый слон · c4 чёрный король · d4 белая пешка · g4 чёрная пешка · a3 белая пешка · b3 чёрная пешка · e3 чёрная пешка · b2 белая пешка · e2 белая пешка · f2 чёрный конь · g2 чёрная ладья | g8 белый король · a7 белый конь · d7 чёрная пешка · g7 чёрная пешка · h7 белый ферзь · d6 белая пешка · g6 белый слон · d5 белая пешка · e5 белый слон · c4 чёрный король · d4 белая пешка · g4 чёрная пешка · a3 белая пешка · b3 чёрная пешка · e3 чёрная пешка · b2 белая пешка · e2 белая пешка · f2 чёрный конь · g2 чёрная ладья | g8 белый король · a7 белый конь · d7 чёрная пешка · g7 чёрная пешка · h7 белый ферзь · d6 белая пешка · g6 белый слон · d5 белая пешка · e5 белый слон · c4 чёрный король · d4 белая пешка · g4 чёрная пешка · a3 белая пешка · b3 чёрная пешка · e3 чёрная пешка · b2 белая пешка · e2 белая пешка · f2 чёрный конь · g2 чёрная ладья | g8 белый король · a7 белый конь · d7 чёрная пешка · g7 чёрная пешка · h7 белый ферзь · d6 белая пешка · g6 белый слон · d5 белая пешка · e5 белый слон · c4 чёрный король · d4 белая пешка · g4 чёрная пешка · a3 белая пешка · b3 чёрная пешка · e3 чёрная пешка · b2 белая пешка · e2 белая пешка · f2 чёрный конь · g2 чёрная ладья | g8 белый король · a7 белый конь · d7 чёрная пешка · g7 чёрная пешка · h7 белый ферзь · d6 белая пешка · g6 белый слон · d5 белая пешка · e5 белый слон · c4 чёрный король · d4 белая пешка · g4 чёрная пешка · a3 белая пешка · b3 чёрная пешка · e3 чёрная пешка · b2 белая пешка · e2 белая пешка · f2 чёрный конь · g2 чёрная ладья | g8 белый король · a7 белый конь · d7 чёрная пешка · g7 чёрная пешка · h7 белый ферзь · d6 белая пешка · g6 белый слон · d5 белая пешка · e5 белый слон · c4 чёрный король · d4 белая пешка · g4 чёрная пешка · a3 белая пешка · b3 чёрная пешка · e3 чёрная пешка · b2 белая пешка · e2 белая пешка · f2 чёрный конь · g2 чёрная ладья | g8 белый король · a7 белый конь · d7 чёрная пешка · g7 чёрная пешка · h7 белый ферзь · d6 белая пешка · g6 белый слон · d5 белая пешка · e5 белый слон · c4 чёрный король · d4 белая пешка · g4 чёрная пешка · a3 белая пешка · b3 чёрная пешка · e3 чёрная пешка · b2 белая пешка · e2 белая пешка · f2 чёрный конь · g2 чёрная ладья | g8 белый король · a7 белый конь · d7 чёрная пешка · g7 чёрная пешка · h7 белый ферзь · d6 белая пешка · g6 белый слон · d5 белая пешка · e5 белый слон · c4 чёрный король · d4 белая пешка · g4 чёрная пешка · a3 белая пешка · b3 чёрная пешка · e3 чёрная пешка · b2 белая пешка · e2 белая пешка · f2 чёрный конь · g2 чёрная ладья | 6 |
| 5 | g8 белый король · a7 белый конь · d7 чёрная пешка · g7 чёрная пешка · h7 белый ферзь · d6 белая пешка · g6 белый слон · d5 белая пешка · e5 белый слон · c4 чёрный король · d4 белая пешка · g4 чёрная пешка · a3 белая пешка · b3 чёрная пешка · e3 чёрная пешка · b2 белая пешка · e2 белая пешка · f2 чёрный конь · g2 чёрная ладья | g8 белый король · a7 белый конь · d7 чёрная пешка · g7 чёрная пешка · h7 белый ферзь · d6 белая пешка · g6 белый слон · d5 белая пешка · e5 белый слон · c4 чёрный король · d4 белая пешка · g4 чёрная пешка · a3 белая пешка · b3 чёрная пешка · e3 чёрная пешка · b2 белая пешка · e2 белая пешка · f2 чёрный конь · g2 чёрная ладья | g8 белый король · a7 белый конь · d7 чёрная пешка · g7 чёрная пешка · h7 белый ферзь · d6 белая пешка · g6 белый слон · d5 белая пешка · e5 белый слон · c4 чёрный король · d4 белая пешка · g4 чёрная пешка · a3 белая пешка · b3 чёрная пешка · e3 чёрная пешка · b2 белая пешка · e2 белая пешка · f2 чёрный конь · g2 чёрная ладья | g8 белый король · a7 белый конь · d7 чёрная пешка · g7 чёрная пешка · h7 белый ферзь · d6 белая пешка · g6 белый слон · d5 белая пешка · e5 белый слон · c4 чёрный король · d4 белая пешка · g4 чёрная пешка · a3 белая пешка · b3 чёрная пешка · e3 чёрная пешка · b2 белая пешка · e2 белая пешка · f2 чёрный конь · g2 чёрная ладья | g8 белый король · a7 белый конь · d7 чёрная пешка · g7 чёрная пешка · h7 белый ферзь · d6 белая пешка · g6 белый слон · d5 белая пешка · e5 белый слон · c4 чёрный король · d4 белая пешка · g4 чёрная пешка · a3 белая пешка · b3 чёрная пешка · e3 чёрная пешка · b2 белая пешка · e2 белая пешка · f2 чёрный конь · g2 чёрная ладья | g8 белый король · a7 белый конь · d7 чёрная пешка · g7 чёрная пешка · h7 белый ферзь · d6 белая пешка · g6 белый слон · d5 белая пешка · e5 белый слон · c4 чёрный король · d4 белая пешка · g4 чёрная пешка · a3 белая пешка · b3 чёрная пешка · e3 чёрная пешка · b2 белая пешка · e2 белая пешка · f2 чёрный конь · g2 чёрная ладья | g8 белый король · a7 белый конь · d7 чёрная пешка · g7 чёрная пешка · h7 белый ферзь · d6 белая пешка · g6 белый слон · d5 белая пешка · e5 белый слон · c4 чёрный король · d4 белая пешка · g4 чёрная пешка · a3 белая пешка · b3 чёрная пешка · e3 чёрная пешка · b2 белая пешка · e2 белая пешка · f2 чёрный конь · g2 чёрная ладья | g8 белый король · a7 белый конь · d7 чёрная пешка · g7 чёрная пешка · h7 белый ферзь · d6 белая пешка · g6 белый слон · d5 белая пешка · e5 белый слон · c4 чёрный король · d4 белая пешка · g4 чёрная пешка · a3 белая пешка · b3 чёрная пешка · e3 чёрная пешка · b2 белая пешка · e2 белая пешка · f2 чёрный конь · g2 чёрная ладья | 5 |
| 4 | g8 белый король · a7 белый конь · d7 чёрная пешка · g7 чёрная пешка · h7 белый ферзь · d6 белая пешка · g6 белый слон · d5 белая пешка · e5 белый слон · c4 чёрный король · d4 белая пешка · g4 чёрная пешка · a3 белая пешка · b3 чёрная пешка · e3 чёрная пешка · b2 белая пешка · e2 белая пешка · f2 чёрный конь · g2 чёрная ладья | g8 белый король · a7 белый конь · d7 чёрная пешка · g7 чёрная пешка · h7 белый ферзь · d6 белая пешка · g6 белый слон · d5 белая пешка · e5 белый слон · c4 чёрный король · d4 белая пешка · g4 чёрная пешка · a3 белая пешка · b3 чёрная пешка · e3 чёрная пешка · b2 белая пешка · e2 белая пешка · f2 чёрный конь · g2 чёрная ладья | g8 белый король · a7 белый конь · d7 чёрная пешка · g7 чёрная пешка · h7 белый ферзь · d6 белая пешка · g6 белый слон · d5 белая пешка · e5 белый слон · c4 чёрный король · d4 белая пешка · g4 чёрная пешка · a3 белая пешка · b3 чёрная пешка · e3 чёрная пешка · b2 белая пешка · e2 белая пешка · f2 чёрный конь · g2 чёрная ладья | g8 белый король · a7 белый конь · d7 чёрная пешка · g7 чёрная пешка · h7 белый ферзь · d6 белая пешка · g6 белый слон · d5 белая пешка · e5 белый слон · c4 чёрный король · d4 белая пешка · g4 чёрная пешка · a3 белая пешка · b3 чёрная пешка · e3 чёрная пешка · b2 белая пешка · e2 белая пешка · f2 чёрный конь · g2 чёрная ладья | g8 белый король · a7 белый конь · d7 чёрная пешка · g7 чёрная пешка · h7 белый ферзь · d6 белая пешка · g6 белый слон · d5 белая пешка · e5 белый слон · c4 чёрный король · d4 белая пешка · g4 чёрная пешка · a3 белая пешка · b3 чёрная пешка · e3 чёрная пешка · b2 белая пешка · e2 белая пешка · f2 чёрный конь · g2 чёрная ладья | g8 белый король · a7 белый конь · d7 чёрная пешка · g7 чёрная пешка · h7 белый ферзь · d6 белая пешка · g6 белый слон · d5 белая пешка · e5 белый слон · c4 чёрный король · d4 белая пешка · g4 чёрная пешка · a3 белая пешка · b3 чёрная пешка · e3 чёрная пешка · b2 белая пешка · e2 белая пешка · f2 чёрный конь · g2 чёрная ладья | g8 белый король · a7 белый конь · d7 чёрная пешка · g7 чёрная пешка · h7 белый ферзь · d6 белая пешка · g6 белый слон · d5 белая пешка · e5 белый слон · c4 чёрный король · d4 белая пешка · g4 чёрная пешка · a3 белая пешка · b3 чёрная пешка · e3 чёрная пешка · b2 белая пешка · e2 белая пешка · f2 чёрный конь · g2 чёрная ладья | g8 белый король · a7 белый конь · d7 чёрная пешка · g7 чёрная пешка · h7 белый ферзь · d6 белая пешка · g6 белый слон · d5 белая пешка · e5 белый слон · c4 чёрный король · d4 белая пешка · g4 чёрная пешка · a3 белая пешка · b3 чёрная пешка · e3 чёрная пешка · b2 белая пешка · e2 белая пешка · f2 чёрный конь · g2 чёрная ладья | 4 |
| 3 | g8 белый король · a7 белый конь · d7 чёрная пешка · g7 чёрная пешка · h7 белый ферзь · d6 белая пешка · g6 белый слон · d5 белая пешка · e5 белый слон · c4 чёрный король · d4 белая пешка · g4 чёрная пешка · a3 белая пешка · b3 чёрная пешка · e3 чёрная пешка · b2 белая пешка · e2 белая пешка · f2 чёрный конь · g2 чёрная ладья | g8 белый король · a7 белый конь · d7 чёрная пешка · g7 чёрная пешка · h7 белый ферзь · d6 белая пешка · g6 белый слон · d5 белая пешка · e5 белый слон · c4 чёрный король · d4 белая пешка · g4 чёрная пешка · a3 белая пешка · b3 чёрная пешка · e3 чёрная пешка · b2 белая пешка · e2 белая пешка · f2 чёрный конь · g2 чёрная ладья | g8 белый король · a7 белый конь · d7 чёрная пешка · g7 чёрная пешка · h7 белый ферзь · d6 белая пешка · g6 белый слон · d5 белая пешка · e5 белый слон · c4 чёрный король · d4 белая пешка · g4 чёрная пешка · a3 белая пешка · b3 чёрная пешка · e3 чёрная пешка · b2 белая пешка · e2 белая пешка · f2 чёрный конь · g2 чёрная ладья | g8 белый король · a7 белый конь · d7 чёрная пешка · g7 чёрная пешка · h7 белый ферзь · d6 белая пешка · g6 белый слон · d5 белая пешка · e5 белый слон · c4 чёрный король · d4 белая пешка · g4 чёрная пешка · a3 белая пешка · b3 чёрная пешка · e3 чёрная пешка · b2 белая пешка · e2 белая пешка · f2 чёрный конь · g2 чёрная ладья | g8 белый король · a7 белый конь · d7 чёрная пешка · g7 чёрная пешка · h7 белый ферзь · d6 белая пешка · g6 белый слон · d5 белая пешка · e5 белый слон · c4 чёрный король · d4 белая пешка · g4 чёрная пешка · a3 белая пешка · b3 чёрная пешка · e3 чёрная пешка · b2 белая пешка · e2 белая пешка · f2 чёрный конь · g2 чёрная ладья | g8 белый король · a7 белый конь · d7 чёрная пешка · g7 чёрная пешка · h7 белый ферзь · d6 белая пешка · g6 белый слон · d5 белая пешка · e5 белый слон · c4 чёрный король · d4 белая пешка · g4 чёрная пешка · a3 белая пешка · b3 чёрная пешка · e3 чёрная пешка · b2 белая пешка · e2 белая пешка · f2 чёрный конь · g2 чёрная ладья | g8 белый король · a7 белый конь · d7 чёрная пешка · g7 чёрная пешка · h7 белый ферзь · d6 белая пешка · g6 белый слон · d5 белая пешка · e5 белый слон · c4 чёрный король · d4 белая пешка · g4 чёрная пешка · a3 белая пешка · b3 чёрная пешка · e3 чёрная пешка · b2 белая пешка · e2 белая пешка · f2 чёрный конь · g2 чёрная ладья | g8 белый король · a7 белый конь · d7 чёрная пешка · g7 чёрная пешка · h7 белый ферзь · d6 белая пешка · g6 белый слон · d5 белая пешка · e5 белый слон · c4 чёрный король · d4 белая пешка · g4 чёрная пешка · a3 белая пешка · b3 чёрная пешка · e3 чёрная пешка · b2 белая пешка · e2 белая пешка · f2 чёрный конь · g2 чёрная ладья | 3 |
| 2 | g8 белый король · a7 белый конь · d7 чёрная пешка · g7 чёрная пешка · h7 белый ферзь · d6 белая пешка · g6 белый слон · d5 белая пешка · e5 белый слон · c4 чёрный король · d4 белая пешка · g4 чёрная пешка · a3 белая пешка · b3 чёрная пешка · e3 чёрная пешка · b2 белая пешка · e2 белая пешка · f2 чёрный конь · g2 чёрная ладья | g8 белый король · a7 белый конь · d7 чёрная пешка · g7 чёрная пешка · h7 белый ферзь · d6 белая пешка · g6 белый слон · d5 белая пешка · e5 белый слон · c4 чёрный король · d4 белая пешка · g4 чёрная пешка · a3 белая пешка · b3 чёрная пешка · e3 чёрная пешка · b2 белая пешка · e2 белая пешка · f2 чёрный конь · g2 чёрная ладья | g8 белый король · a7 белый конь · d7 чёрная пешка · g7 чёрная пешка · h7 белый ферзь · d6 белая пешка · g6 белый слон · d5 белая пешка · e5 белый слон · c4 чёрный король · d4 белая пешка · g4 чёрная пешка · a3 белая пешка · b3 чёрная пешка · e3 чёрная пешка · b2 белая пешка · e2 белая пешка · f2 чёрный конь · g2 чёрная ладья | g8 белый король · a7 белый конь · d7 чёрная пешка · g7 чёрная пешка · h7 белый ферзь · d6 белая пешка · g6 белый слон · d5 белая пешка · e5 белый слон · c4 чёрный король · d4 белая пешка · g4 чёрная пешка · a3 белая пешка · b3 чёрная пешка · e3 чёрная пешка · b2 белая пешка · e2 белая пешка · f2 чёрный конь · g2 чёрная ладья | g8 белый король · a7 белый конь · d7 чёрная пешка · g7 чёрная пешка · h7 белый ферзь · d6 белая пешка · g6 белый слон · d5 белая пешка · e5 белый слон · c4 чёрный король · d4 белая пешка · g4 чёрная пешка · a3 белая пешка · b3 чёрная пешка · e3 чёрная пешка · b2 белая пешка · e2 белая пешка · f2 чёрный конь · g2 чёрная ладья | g8 белый король · a7 белый конь · d7 чёрная пешка · g7 чёрная пешка · h7 белый ферзь · d6 белая пешка · g6 белый слон · d5 белая пешка · e5 белый слон · c4 чёрный король · d4 белая пешка · g4 чёрная пешка · a3 белая пешка · b3 чёрная пешка · e3 чёрная пешка · b2 белая пешка · e2 белая пешка · f2 чёрный конь · g2 чёрная ладья | g8 белый король · a7 белый конь · d7 чёрная пешка · g7 чёрная пешка · h7 белый ферзь · d6 белая пешка · g6 белый слон · d5 белая пешка · e5 белый слон · c4 чёрный король · d4 белая пешка · g4 чёрная пешка · a3 белая пешка · b3 чёрная пешка · e3 чёрная пешка · b2 белая пешка · e2 белая пешка · f2 чёрный конь · g2 чёрная ладья | g8 белый король · a7 белый конь · d7 чёрная пешка · g7 чёрная пешка · h7 белый ферзь · d6 белая пешка · g6 белый слон · d5 белая пешка · e5 белый слон · c4 чёрный король · d4 белая пешка · g4 чёрная пешка · a3 белая пешка · b3 чёрная пешка · e3 чёрная пешка · b2 белая пешка · e2 белая пешка · f2 чёрный конь · g2 чёрная ладья | 2 |
| 1 | g8 белый король · a7 белый конь · d7 чёрная пешка · g7 чёрная пешка · h7 белый ферзь · d6 белая пешка · g6 белый слон · d5 белая пешка · e5 белый слон · c4 чёрный король · d4 белая пешка · g4 чёрная пешка · a3 белая пешка · b3 чёрная пешка · e3 чёрная пешка · b2 белая пешка · e2 белая пешка · f2 чёрный конь · g2 чёрная ладья | g8 белый король · a7 белый конь · d7 чёрная пешка · g7 чёрная пешка · h7 белый ферзь · d6 белая пешка · g6 белый слон · d5 белая пешка · e5 белый слон · c4 чёрный король · d4 белая пешка · g4 чёрная пешка · a3 белая пешка · b3 чёрная пешка · e3 чёрная пешка · b2 белая пешка · e2 белая пешка · f2 чёрный конь · g2 чёрная ладья | g8 белый король · a7 белый конь · d7 чёрная пешка · g7 чёрная пешка · h7 белый ферзь · d6 белая пешка · g6 белый слон · d5 белая пешка · e5 белый слон · c4 чёрный король · d4 белая пешка · g4 чёрная пешка · a3 белая пешка · b3 чёрная пешка · e3 чёрная пешка · b2 белая пешка · e2 белая пешка · f2 чёрный конь · g2 чёрная ладья | g8 белый король · a7 белый конь · d7 чёрная пешка · g7 чёрная пешка · h7 белый ферзь · d6 белая пешка · g6 белый слон · d5 белая пешка · e5 белый слон · c4 чёрный король · d4 белая пешка · g4 чёрная пешка · a3 белая пешка · b3 чёрная пешка · e3 чёрная пешка · b2 белая пешка · e2 белая пешка · f2 чёрный конь · g2 чёрная ладья | g8 белый король · a7 белый конь · d7 чёрная пешка · g7 чёрная пешка · h7 белый ферзь · d6 белая пешка · g6 белый слон · d5 белая пешка · e5 белый слон · c4 чёрный король · d4 белая пешка · g4 чёрная пешка · a3 белая пешка · b3 чёрная пешка · e3 чёрная пешка · b2 белая пешка · e2 белая пешка · f2 чёрный конь · g2 чёрная ладья | g8 белый король · a7 белый конь · d7 чёрная пешка · g7 чёрная пешка · h7 белый ферзь · d6 белая пешка · g6 белый слон · d5 белая пешка · e5 белый слон · c4 чёрный король · d4 белая пешка · g4 чёрная пешка · a3 белая пешка · b3 чёрная пешка · e3 чёрная пешка · b2 белая пешка · e2 белая пешка · f2 чёрный конь · g2 чёрная ладья | g8 белый король · a7 белый конь · d7 чёрная пешка · g7 чёрная пешка · h7 белый ферзь · d6 белая пешка · g6 белый слон · d5 белая пешка · e5 белый слон · c4 чёрный король · d4 белая пешка · g4 чёрная пешка · a3 белая пешка · b3 чёрная пешка · e3 чёрная пешка · b2 белая пешка · e2 белая пешка · f2 чёрный конь · g2 чёрная ладья | g8 белый король · a7 белый конь · d7 чёрная пешка · g7 чёрная пешка · h7 белый ферзь · d6 белая пешка · g6 белый слон · d5 белая пешка · e5 белый слон · c4 чёрный король · d4 белая пешка · g4 чёрная пешка · a3 белая пешка · b3 чёрная пешка · e3 чёрная пешка · b2 белая пешка · e2 белая пешка · f2 чёрный конь · g2 чёрная ладья | 1 |
|   | a | b | c | d | e | f | g | h |   |

1.Сb1! (с угрозой 2.Фc2+ bc 3.Са2#) 

1. … Кр: d5 2.Сg6! и 3.Сf7#; 

1. … Кd1 2.Фd3+ Кр: d5 3.Ф:b3#; 

1. … g6 2.Ф:d7 Кр: d5 3.Фf7#.